# The Virus
The Virus is een Amerikaanse streetpunkband afkomstig uit Philadelphia, Pennsylvania. De band is actief geweest van 1998 tot en met 2004 en is in 2013 weer heropgericht. The Virus bestaat uit zanger Paul Sorrels, slaggitarist "Fat" Dave, gitarist Zach Kolodziejski, basgitarist Josh Howard en drummer Tyler Capone. De discografie van de band bestaat uit drie studioalbums, een livealbum, een verzamelalbum en een handvol singles en dergelijke.

## Geschiedenis
The Virus werd opgericht in februari 1998 door zanger Mike Virus, gitarist Chris, slaggitarist Fat Dave, drummer Jarrod en basgitarist Geoff. Een maand later speelde The Virus het debuutconcert. Meer shows volgden in de maanden later. In juli dat jaar werden er twee nummers opgenomen voor een split-cd met de uit New York afkomstige band Manix. Kort daarna werd de oorspronkelijke bassist Geoff gevraagd om de band te verlaten. Na het uitproberen van verschillende bassisten, werd besloten dat Fat Dave's oude vriend Paul tot de band zou toetreden.
In februari 1999 nam de band vijf nummers op voor de eerste ep, getiteld Global Crisis, en voor het compilatiealbum Punx Unite 2 - International Chaos van Charged Records. De ep bezorgde de band enig succes. In mei verliet gitarist Chris de band vanwege persoonlijke redenen. De band bleef regelmatig optreden, nu als een kwartet. In september voegde de band weer een nieuw lid toe, Mike Authority van de lokale band No Authority. In maart 2000 nam de band 12 nummers op voor het debuutalbum Still Fighting for a Future, dat uitgegeven zou worden via Charged Records. Nadat het album was opgenomen, verliet zanger Mike Virus de band en nam Paul de zangpartijen voor zijn rekening. De band rekruteerde vervolgens Tim van de band The Oi! Scouts. In december werd Tim vervangen door Josh. In maart 2001 nam de band vier nieuwe nummers op voor een picture disc-single die tevens via Charged Records zou worden uitgebracht. De rechten van de single werden opgekocht door Punkcore Records, die het in oktober 2001 liet uitgeven, evenals het verzamelalbum Singles and Rarities.
Na een korte tour in augustus 2001 met de Nederlandse punkband Antidote nam de band vijf maanden vrij van touren en concerten spelen om 12 nummers te schrijven en op te nemen voor het tweede studioalbum, getiteld Nowhere to Hide, dat zou worden uitgegeven via Punkcore Records. Tijdens deze periode verliet Fat Dave de band. In februari 2002 werd uiteindelijk het tweede studioalbum van de band opgenomen. Basgitarist Drew kwam bij de band spelen en Josh nam de gitaar voor zijn rekening. Het album werd in april dat jaar uitgegeven. Later dat jaar speelde de band op het Holidays in the Sun Festival in Engeland.
In mei 2003 zag de band een nieuwe bezetting met het vertrek van de tweede zanger van de band, Paul. Op dit moment had de band al een tour van 10 weken gepland en veel van de data waren al uitverkocht. De band kreeg de keuze om ofwel de handdoek in de ring te gooien of door te gaan met een andere zanger. Daarom verwierf de band haar derde vocalist, Jasper, van de band The Vigilantes. Na terugkeer keerde de band terug naar het oefenen en schrijven van nummers voor het derde studioalbum. In oktober onderging de band opnieuw een verandering in de formatie na het vertrek van Josh.
Halverwege een tour in 2004 werd besloten dat Jarrod de band zou verlaten. De band koos daaropvolgend om Jon Emmanuel als drummer aan te stellen. In juli begon de band aan een nieuwe tournee van tien weken. De Tour werd echter geplaagd door problemen, waaronder een auto-ongeluk. Dit zou de laatste tour van de band zijn. In september ging The Virus uit elkaar.
In de lente van 2013 kwamen de leden van The Virus weer bijeen. De band speelde een gratis show in mei en later twee reünieshows in augustus. In november begon de band weer met touren. Mike Authority maakte in 2014 bekend dat hij de band zou verlaten en hij werd vervangen door Zach. Later werd ook besloten dat de band weer op zoek zou gaan naar een nieuwe drummer. Na enkele audities werd Tyler Capone gekozen. Met deze nieuwe formatie speelde de band voor het eerst in april 2015. Gedurende 2015 en 2016 werd tevens gewerkt aan het nieuwe studioalbum System Failure. Het album werd vervolgens uitgegeven op 14 februari 2017 via Evacuate Records.

## Discografie
| Jaar | Titel                                         | Label                            | Type          | Opmerkingen           |
| ---- | --------------------------------------------- | -------------------------------- | ------------- | --------------------- |
| 1998 | We Are Not the Innocent/We Are Not the Guilty | (eigen beheer)                   | split-ep      | met Manix             |
| 1999 | Global Crisis                                 | Charged Records                  | ep            | heruitgegeven in 2003 |
| 2000 | Still Fighting for a Future                   | Charged Records                  | studioalbum   | debuutalbum           |
| 2001 | The Virus                                     | Punkcore Records                 | single        | picturedisc           |
| 2001 | Singles and Rarities                          | Punkcore Records                 | verzamelalbum |                       |
| 2002 | Nowhere to Hide                               | Punkcore Records                 | studioalbum   |                       |
| 2003 | Benefits of War                               | Dirty Punk Records               | ep            |                       |
| 2012 | Indonesian Split Release                      | Charged Records Movement Records | splitalbum    | met Septic Tank       |
| 2014 | Philadelphia Aug 4 2013                       | (eigen beheer)                   | livealbum     |                       |
| 2017 | System Failure                                | Evacuate Records                 | studioalbum   |                       |

## Leden
Huidige leden
- Paul Sorrels - basgitaar, zang (1998-2003, 2013-heden)
- Josh Howard - basgitaar, slaggitaar (2000-2003, 2013-heden)
- Fat Dave - slaggitaar (1998-2002, 2013-heden)
- Zach Kolodziejski - gitaar (2014-heden)
- Tyler Capone - drums (2015-heden)

Voormalige leden
- Mike Authority - gitaar (1999-2004, 2013-2014)
- Drew - basgitaar (2002-2004)
- Jasper - zang (2003-2004)
- Jarrod - drums (1998-2004)
- Jon Emmanuel - drums (2004-2004, 2013-2015)
- Mike Virus - zang (1998-2000)
- Chris Expulsion - gitaar (1998-1999)
- Geoff - basgitaar (1998-1998)
- Mark Liberty - basgitaar (1998-1998)
- Tim - basgitaar (2000-2000)